# Sugru
Sugru, o Formerol, es una marca patentada de silicona multiuso, anticolapso que se asemeja a la arcilla de modelar. Sugru ha sido desarrollada y se comercializa por FormFormForm, una compañía en Hackney, Londres, con más de 100.000 usuarios en 2012, con ventas anuales de 2 millones de dólares, y 25 empleados.
Sugru es maleable al sacarla de su embalaje al vacío a la vez que resistente a la humedad, mantiene la plasticidad durante 30 minutos, y se endurece a temperatura ambiente después de 24 horas aproximadamente. El material se adhiere al aluminio y a termoplásticos duros ABS. Una vez se endurece, se presenta 'blanda al tacto' o ligeramente flexible, una textura de agarre con características similares a las encontradas normalmente en sobremoldeados blandos. Es resistente al agua y apta para el lavavajillas, y el material es aislante de temperaturas, con un rango entre −60 y 180 °C. Sugru no es resistente a algunos solventes. El producto embalado tiene una caducidad de seis meses., sin embargo, según el propio embalaje del producto, esta caducidad puede extenderse hasta los 18 meses manteniendo el producto refrigerado.
El nombre Sugru proviene de la palabra del gaélico irlandés "súgradh" que significa "jugar".

## Historia
La idea de Sugru fue desarrollada por Jane Ní Dhulchaointigh de Kilkenny, Irlanda. Ní Dhulchaointigh estudió diseño de productos como estudiante de posgrado en el Royal College of Art donde concibió la idea de dicha substancia en 2003 mientras trabajaba en su proyecto con unas mezclas de selladores de silicona estándar y serrín.
Después de recibir subvenciones para la nueva empresa, Ní Dhulchaointigh trabajó con científicos retirados de la compañía Dow Corning y un experto en silicona durante un período de siete años en el departamento de materiales de Queen Mary, University of London para desarrollar una silicona elastómero que fuera maleable, autoadhesiva y autoendurecedora. Su objetivo es permitir a cualquier persona "reparar fácilmente y de manera económica, mejorar o personalizar sus pertenencias."

## Compuesto químico
La formulación de sugru contiene methyltris(methylethylketoxime)sileno, γ-aminopropyltriethoxysileno, y dilaurato de dioctyltin. La compañía afirma que es posible variar la formulación para ofrecer distintos niveles de consistencia, plasticidad, blandura, resistencia, adhesión a superficies, resistencia elástica y de abrasión, tiempo de cuajo, densidad y habilidad para flotar. [cita requerida].
La compañía defiende que Sugru atiende a las regulaciones de Sanidad y Seguridad de la UE ya que está clasificada como substancia "no peligrosa", pero que puede llegar a causar una reacción alérgica en la piel en contacto con ella antes de endurecerse. Está fabricado por la compañía Formformform Ltd con base en Londres. Sugru no tiene la certificación CE en este momento, así pues se vende sin amparo de la legislación Europea.